# Studio Guillaume Tell
El Studio Guillaume Tell es un histórico estudio de grabación ubicado en la localidad francesa de Suresnes (Altos del Sena).

## Historia
Los estudios fueron creados por el ingeniero de sonido Roland Guillote en 1986, ocupando el edificio del antiguo cine Le Capitole, que había cerrado en 1985. Guillote había trabajado desde los años 60 con artistas como Johnny Hallyday, Nana Mouskouri, Michel Legrand y Jean-Claude Petit, siendo este último, vecino de Suresnes, el que sugirió a Guillote la compra del antiguo cine para convertirlo en estudio de grabación. El edificio, construido en 1920, del que se conserva la fachada, el escenario y los telones, está inscrito en el Inventaire général du patrimoine culturel. Los estudios cuentan con dos salas de grabación. El estudio A, con una superficie de 300 m2 puede albergar hasta ochenta músicos y está equipado con una consola analógica Solid State Logic SL 9096 J Series de 96 pistas. El estudio B, de 30 m2, construido en 1988 ocupando el antiguo balcón interior del cine, está adaptado para la grabación de voz y cuenta con una consola Sony Oxford OXF-R3. En 2021, la cabina fue calibrada y certificada por los Laboratorios Dolby para permitir la grabación con el sistema Dolby Atmos.
Desde su apertura, las instalaciones han sido usadas por numerosos artistas franceses como Eddy Mitchell, Johnny Hallyday, Renaud, Claude Berri, Michel Sardou, Serge Lama, Dorothée, Sylvie Vartan, Marlène Jobert y Rika Zaraï, así como por artistas internacionales. Los británicos Depeche Mode realizaron numerosas grabaciones durante los primeros años 90 que fueron incluidas en varios álbumes. El grupo español Mecano, grabó las adaptaciones al francés de los temas que aparecieron en la versión francesa del álbum Aidalai en 1991. Sting grabó su tercer álbum en solitario, The Soul Cages en 1991. Elton John grabó The One en 1992, su primer trabajo tras su rehabilitación de las adicciones a las drogas y el alcohol. Prince grabó parte de su álbum The Gold Experience a mediados de los años 90. El cantante español Manolo García grabó en 2001 el álbum Nunca el tiempo es perdido. En 2002, The Rolling Stones utilizaron los estudios para grabar nuevos temas, entre ellos "Don't Stop", que fueron posteriormente incluidos en los álbumes Forty Licks (2002) y GRRR! (2012). La banda de rock británica Iron Maiden grabó los álbumes Brave New World en 2000, The Book of Souls en 2015 y Senjutsu en 2021.
Gracias a la gran capacidad del estudio A, las instalaciones han acogido gran cantidad de grabaciones de música para el cine y la televisión. Entre las bandas sonoras grabadas en el Studio Guillaume Tell, se encuentran las de Cyrano de Bergerac de 1990, con música de Jean-Claude Petit, Prêt–à–porter de 1994, con música de Michel Legrand o Intouchables de 2011 con música de Ludovico Einaudi.